# Ictonyx
 Ictonyx Kaup, 1835 — рід хижих ссавців з родини мустелових (Mustelidae).

## Таксономія
Містить два види:
- Ictonyx libycus
- Ictonyx striatus
- про систематику див. також: Vormela (перегузня)

## Синоніми
- Zorilla (Oken, 1816)
- Zorilla (I. Geoffroy Saint-Hilaire, 1826)
- Rhabdogale (Wiegmann, 1838)
- Ozolictis (Gloger, 1841)
- Ictidonyx (Agassiz, 1846)
- Poecilictis (Thomas and Hinton, 1920)
- Ictomys (Roberts, 1936)

## Назва
Етимологія: наукова назва походить від дав.-гр. ἴκτις — «ласиця», ὄνυξ — «кіготь, ніготь», вказуючи на кремезні невтяжні кігті на передніх ступнях. У зоогеографія вжито українську родову назву іктонікс. Види роду відомі під вернакулярними іспано-французькими назвами зорила лівійська (Ictonyx libycus) й зорила звичайна (Ictonyx striatus).